# St. Sebastian und Walburga

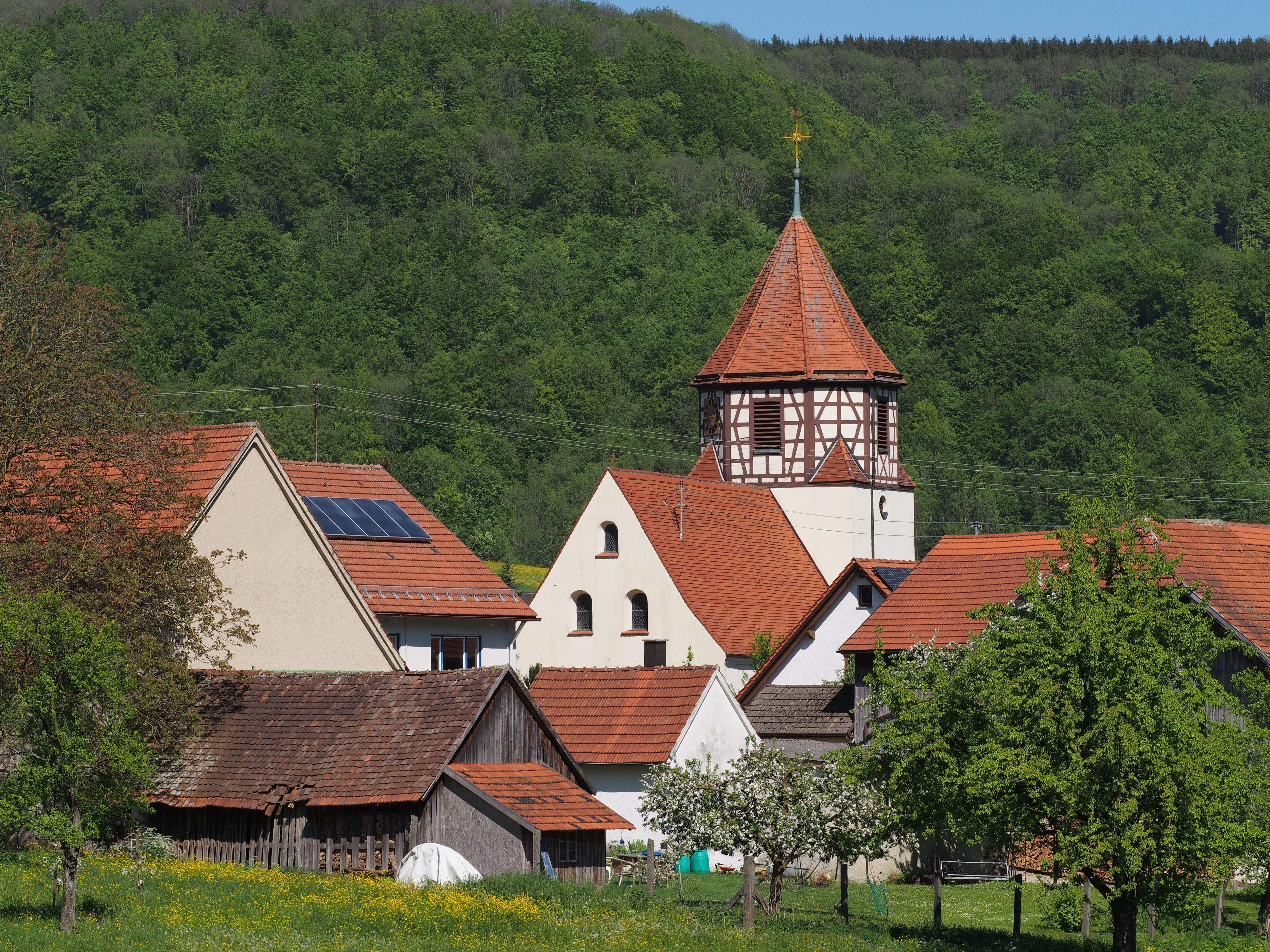
St. Sebastian und Walburga von Westen gesehen

St. Sebastian und Walburga (auch Dorfkirche Degenfeld) ist eine evangelische Pfarrkirche im Schwäbisch Gmünder Stadtteil Degenfeld.

## Geschichte
Die baulichen Ursprünge der heutigen Kirche reichen in das späte 11. Jahrhundert zurück. Eine Erwähnung fand die Kirche dann 1471. Wohl in den 1370er Jahren wurde die Kirche gotisiert. Große Teile des Gebälks stammen aus dieser Zeit. 1606 wurde, durch einen Verkauf Teile Degenfelds durch die Herren von Degenfeld an Württemberg, die Kirche evangelisch. Die Kirche blieb stets evangelisch, der zugehörige Friedhof wurde jedoch simultan genutzt.

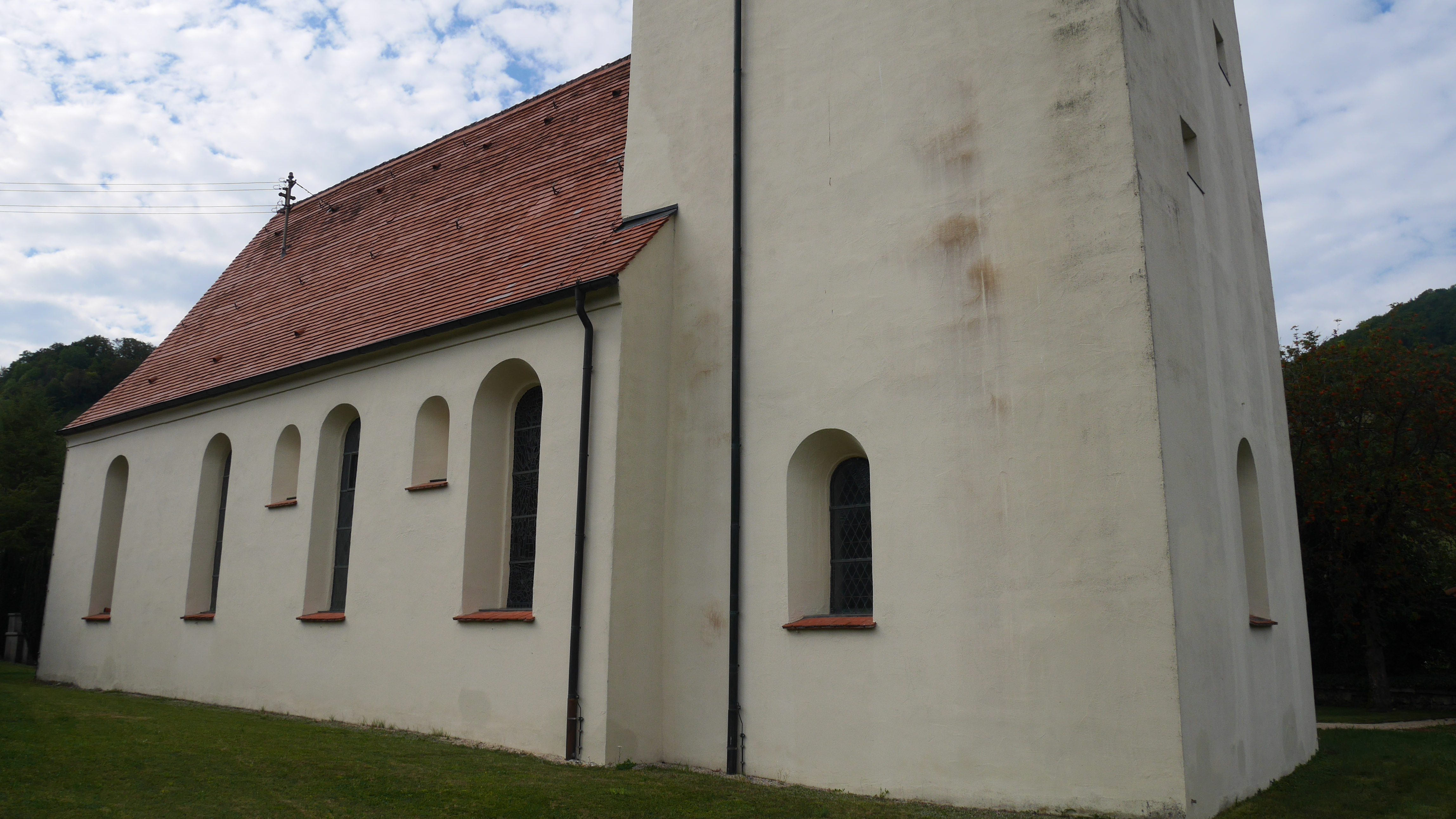
St. Sebastian und Walburga Langhaus
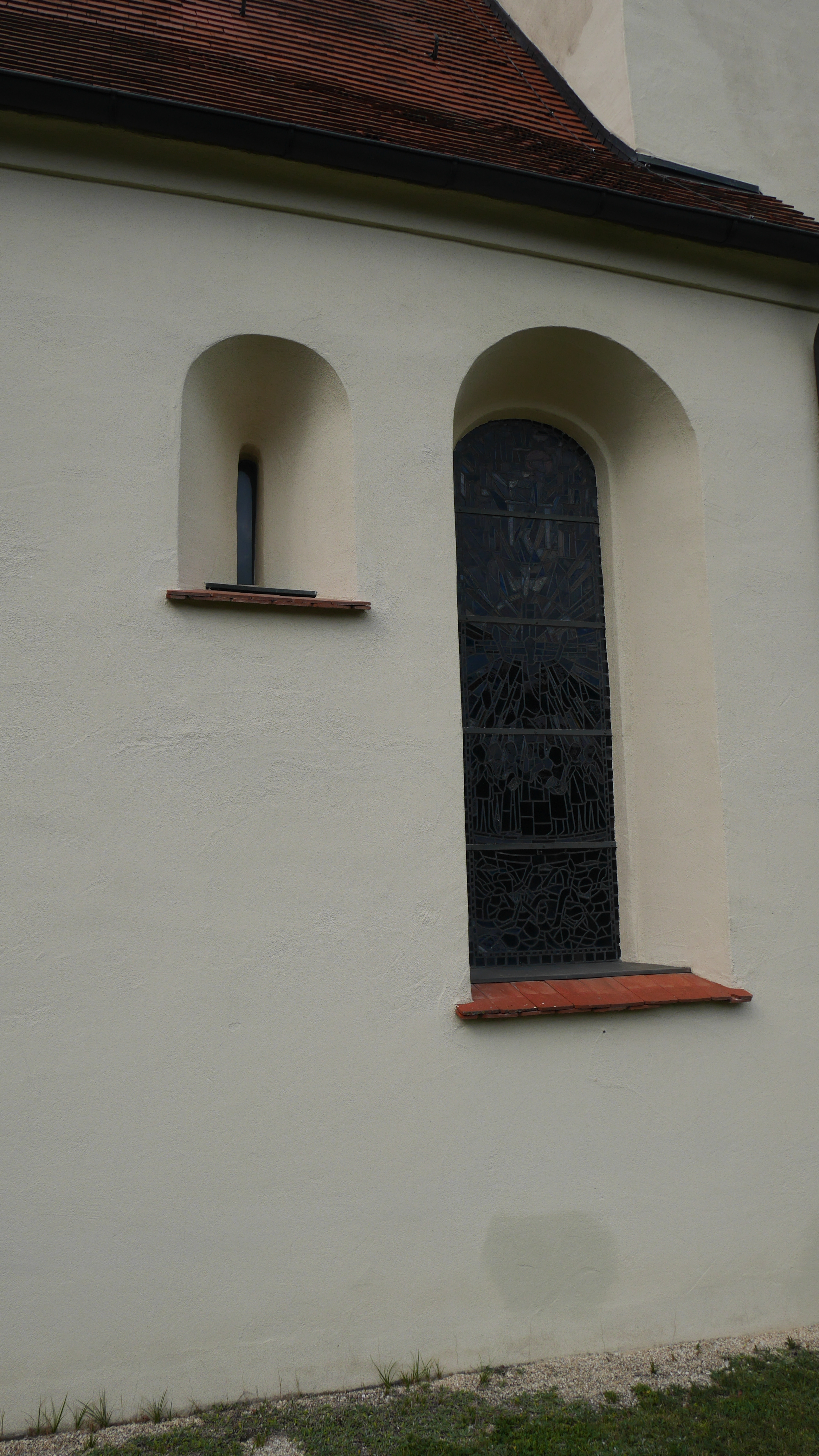
Fenster romanisch
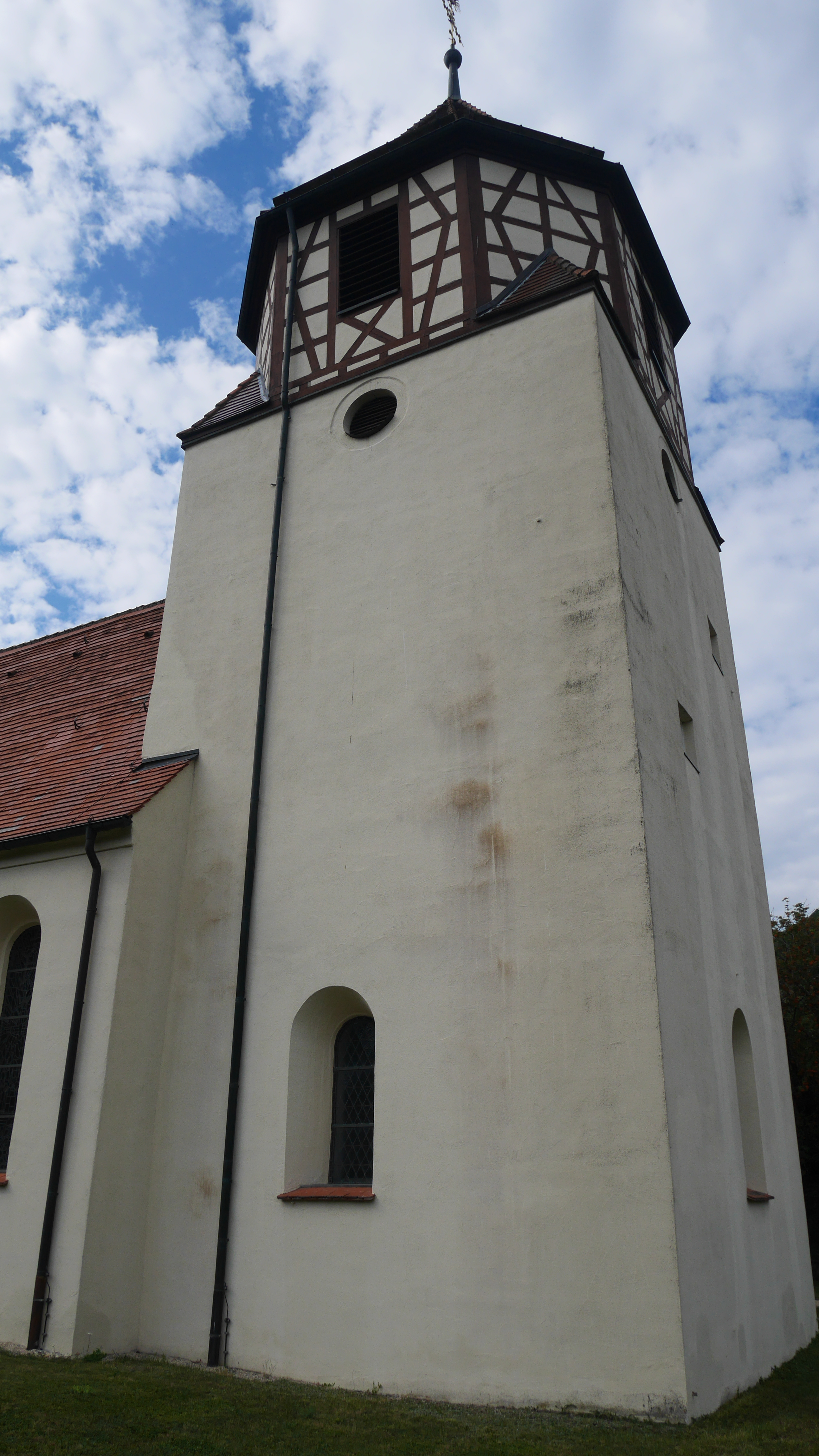
St. Sebastian und Walburga Turm

Baumaßnahmen am Langhaus wurden 1718/1719 vorgenommen, der Turmhelm wurde 1795/1796 neu errichtet. Innenrestaurierungen wurden 1936 und 1964 vorgenommen, eine Außenrestaurierung 1958, sowie eine Turmsanierung mit Fundamentsicherung an der Kirche 1976. 1985 wurde das Portal ausgewechselt, 1996/1997 dann erneut eine Außenrestaurierung vorgenommen.

## Ausstattung
Der Chorraum ist romanisch ausgestaltet und mit einem Altar von Artur Meffert aus dem Jahr 1978 ergänzt. Die Kanzel wurde um 1680 aus Holz geschaffen und mit Schnitzerei- und Intarsienarbeiten versehen. Der Taufstein aus dem Jahr 1982 wurde von Fridolin Schurr aus Tuffstein geschaffen. Außerdem ist ein Grabstein für einen Wilhelm von Degenfeld aus dem Jahr 1557 an der Chornordmauer angebracht.

## Geläut
| Nr. | Name               | Durchmesser | Gussjahr | Ton | Gießerei                           | Bemerkungen                     |
| --- | ------------------ | ----------- | -------- | --- | ---------------------------------- | ------------------------------- |
| 1   | Betglocke          | 1020 mm     | 1954     | g’  | Heinrich Kurtz, Stuttgart          |                                 |
| 2   | Kreuzglocke        | 840 mm      | 1954     | b’  | Heinrich Kurtz, Stuttgart          |                                 |
| 3   | Evangelistenglocke | 790 mm      | 1446     | c’  | Kristof Glockengiesser, Nördlingen |                                 |
| 4   |                    | 890 mm      | 1788     | g’’ | C.F. Blüher, Stuttgart             | aus Glocke von 1465 neugegossen |